# Vielle-Saint-Girons

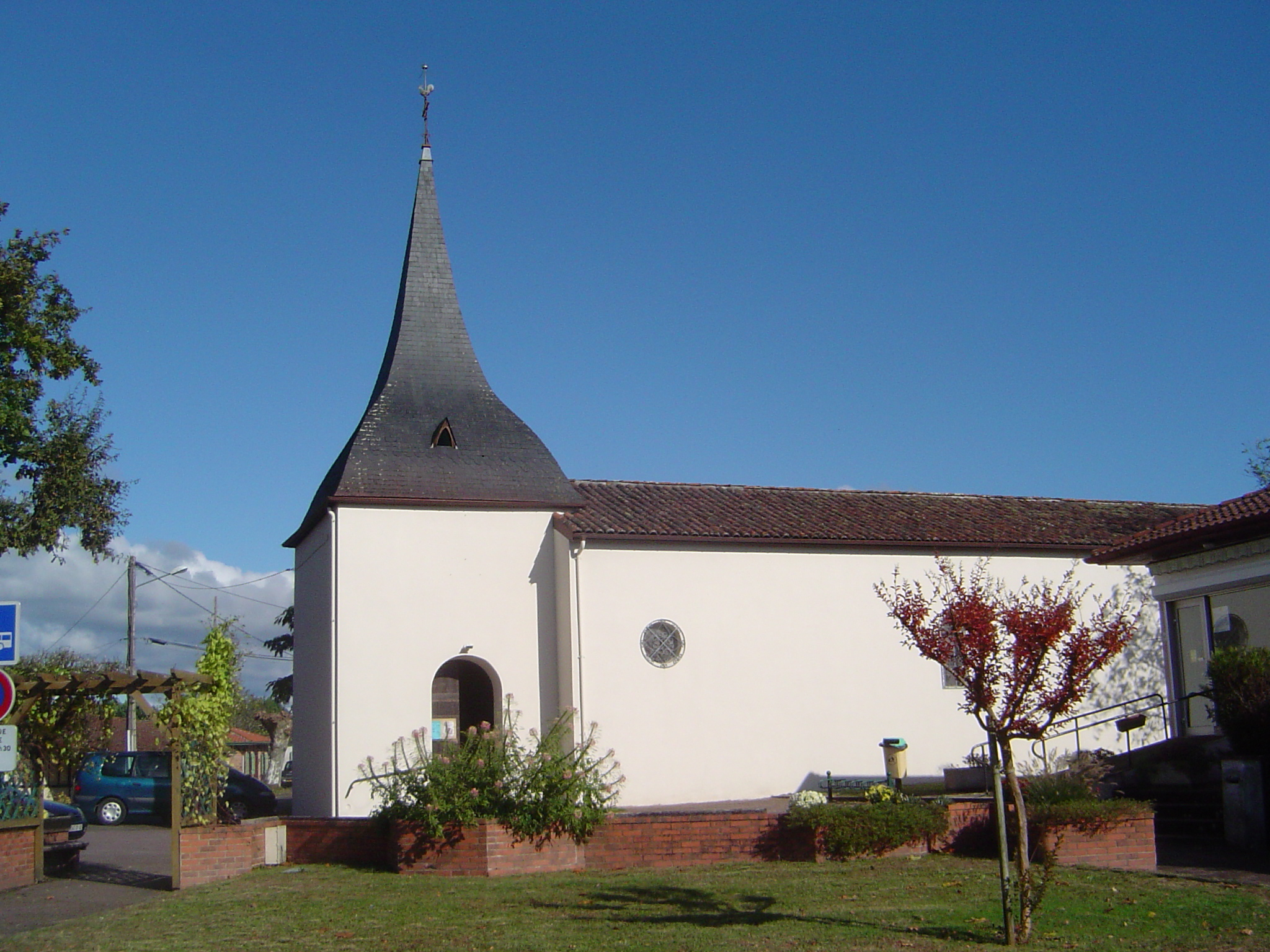
Kirche Sent Joan in Vielle

Vielle-Saint-Girons ist eine französische Gemeinde im Département Landes der Region Aquitanien. Sie gehört zum Arrondissement Dax und zum Kanton Côte d’Argent.
Die Gemeinde hat 1451 Einwohner (1. Januar 2022) und ist besonders durch den Tourismus geprägt. Sie besitzt zwei Zeltplätze und den Strandort Saint-Girons-Plage, der aufgrund seiner touristischen Prägung vor allem während der Urlaubssaison bewohnt ist.

## Geographie
Vielle-Saint-Girons liegt etwa 80 km nördlich von Biarritz, nur wenige Kilometer von Atlantikküste des Golfs von Biscaya entfernt. Die Départements-Hauptstadt Mont-de-Marsan ist 75 km entfernt. Die nächstgrößere Gemeinde im Landesinneren ist Castets, da ca. 20 km entfernt ist.
Die Umgebung der Gemeinde ist durch die hügelige Landschaft der Dünen geprägt. Der größte Teil der Gemeindefläche ist von Wald bedeckt.

## Gliederung
Die Gemeinde Vielle-Saint-Girons gliedert sich in die Ortsteile Vielle, Saint-Girons-en-Marensin und Saint-Girons-Plage, wobei Letztere fast ausschließlich im Sommer durch Touristen bewohnt wird.

## Geschichte
Saint-Girons geht vermutlich auf eine antike Siedlung zurück. 1932 wurde Saint-Girons mit der Nachbargemeinde Bourg de Vielle zur Doppelgemeinde Vielle-Saint-Girons vereinigt. Saint-Girons-Plage entstand erst in den 1970er Jahren.

### Bevölkerungsentwicklung
| Jahr      | 1962 | 1968 | 1975 | 1982 | 1990 | 1999 | 2008 | 2017 |
| Einwohner | 801  | 864  | 863  | 824  | 859  | 1026 | 1139 | 1305 |

## Sehenswürdigkeiten
- Im Wald von Saint-Girons befindet sich das Forsthaus Yons. Am Forsthaus Yons befindet sich eine Quelle.
- Posthaus, Rathaus und Touristikbüro von Saint-Girons befinden sich in alten Gebäuden.
- Kirche Sent Girons du Camp in Saint-Girons.

## Tourismus
Der Tourismus spielt in Vielle-Saint-Girons eine wichtige Rolle. Es gibt hier zwei Zeltplätze (Campéole Les Tourterelles und Eurosol). Außerdem existiert als Touristikressort der Strandort Saint-Girons-Plage. Hier gibt es entlang einer 300 m langen für den Autoverkehr gesperrten Straße fast ausschließlich Restaurants und Geschäfte sowie einen kleinen Supermarkt. Die nächsten großen Supermärkte befinden sich in Léon, Lit-et-Mixe und Linxe. 
Besonders zur Feriensaison von Juli bis September ist der Strandort von Touristen bevölkert, denn hier gibt es auch viele Ferienwohnungen mit Blick aufs Meer. Es gibt auch das Naturistenresort Arnaoutchot mit 10 km FKK-Strand. Zudem ist die Region rundum Vielle-Saint-Girons ein beliebtes Surfparadies.

## Verkehr
Durch Vielle-Saint-Girons führen die D652, die D42 und die D382. Die D42 führt über Linxe und Castets zur E5/E70/A63 nach Bordeaux im Norden und Biarritz im Süden. Außerdem ist der Ort über eine Ortsstraße Richtung Saint-Girons-Plage direkt mit dem Meer verbunden. Dort befindet sich auch ein großer Parkplatz, von dem es nur wenige Gehminuten zum Strand sind.
In das 35 km entfernte Dax besteht eine Busverbindung, welche dreimal am Tag in Saint-Girons-Plage startet. In Dax besteht Anschluss an das französische Eisenbahnnetz. Früher gab es in Vielle und Saint-Girons Haltepunkte einer inzwischen abgebauten Eisenbahnstrecke, die das Dorf über Linxe mit Castets und Taller verband.
Im Umkreis von Vielle-Saint-Girons gibt es ein gut ausgebautes Radwegenetz. Es besteht die Möglichkeit, im Norden bis nach Mimizan und im Süden bis nach Soustons zu fahren. Das Radwegenetz ist Teil der touristischen Freizeiterschließung. Teilweise verlaufen die Radwege auf alten Bahnstrecken. Dabei verlaufen die Strecken nicht selten über Dünen, wodurch auch Steigungen entstehen. An einigen Stellen führen die Radwege über Forstpisten, Straßen oder anderen Waldwegen. Die Radwege sind nahezu durchgängig asphaltiert.